# Le Puissant
Le Puissant  est un remorqueur portuaire du grand port maritime de Rouen de la Société de remorquage maritime de Rouen. Il a été construit aux Chantiers et Ateliers de La Perrière à Lorient en 1981.

## Histoire

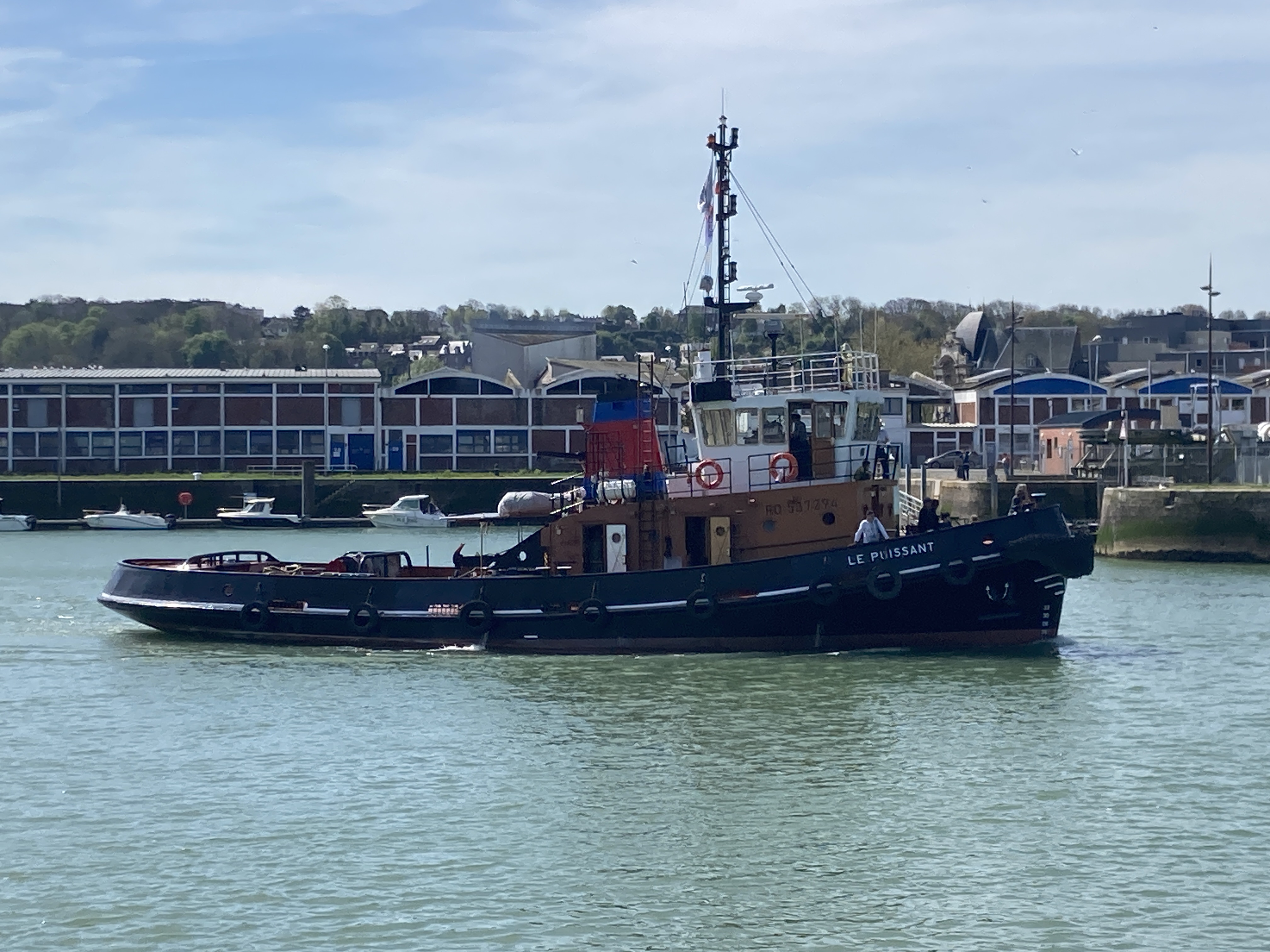
Le Puissant à Dieppe en 2024.

Le remorqueur Le Puissant a été  construit aux Chantiers et Ateliers de La Perrière à Lorient et lancé en 1981.

Son travail de remorqueur portuaire débute en 1982 à Rouen. Il participera jusqu’en 2021, aux manœuvres de remorquage portuaire à Rouen et ses environs, notamment à Dieppe.
Présent lors de toutes les Armada de Rouen depuis 1989, il en fut écarté en 2023 par les organisateurs.
Désarmé depuis 2021, il a fait l'objet d'un don à l'Association des Compagnons du Remorqueur Le Puissant.
Il est labellisé Bateau d'intérêt patrimonial (BIP), par l'association « Patrimoine maritime et fluvial » depuis 2021.